# ジェフ・スタルツ
ジェフ・スタルツ（Geoff Stults, 1977年12月15日 - ）は、アメリカ合衆国出身の俳優である。

## 出演作品

### テレビ
- HEY!レイモンド (2000) - エピソード: "What's With Robert?"
- ザ・ファインダー　千里眼を持つ男（ウォルター・シャーマン）
- ホームタウン 〜僕らの再会〜 (2007 - 2008) - エディ・ラテッカ役
- ママと恋に落ちるまで (2010) - マックス役
- ボーンズ -骨は語る- (2011) - ウォルター・シャーマン役
- ハッピー・タウン/世界一幸せな狂気（トミー・コンロイ）
- ノンストップ・スリラー「暴走地区-ZOO-」 (2015) - リカーリングキャスト
- マン・ウィズ・ア・プラン (2018) - 2エピソード
- リトル・ファイアー〜彼女たちの秘密 (2020) - Mark McCullough役、リカーリングキャスト

### 映画
- 恋のミニスカウエポン (2004)
- ウエディング・クラッシャーズ (2005)
- イン・ザ・ミックス (2005)
- ハニーVS.ダーリン 2年目の駆け引き (2006)
- エクスプレス 負けざる男たち (2008)
- ある日モテ期がやってきた (2010) - カム役
- J・エドガー (2011)
- アンフォゲッタブル (2017)
- オンリー・ザ・ブレイブ (2017)
- ホース・ソルジャー (2018)